# Campanile (chi ốc biển)
Campanile là một chi ốc biển lớn, là động vật thân mềm chân bụng sống ở biển thuộc họ Campanilidae.

## Các loài
Các loài trong chi Campanile bao gồm:
- † Campanile auvertianum
- † Campanile claytonense
- † Campanile cornucopiae
- † Campanile dilloni
- † Campanile elongatum
- † Campanile giganteum, một loài hóa thạch khổng lồ từ thế Eocen
- † Campanile greenellum
- † Campanile hebertianum
- † Campanile houbricki[2]
- † Campanile parisiense
- † Campanile paratum
- Campanile symbolicum, một loài ở Úc còn sống
- † Campanile trevorjacksoni, một loài hóa thạch từ thế Eocen[3]
- † Campanile villaltai

## Hình ảnh

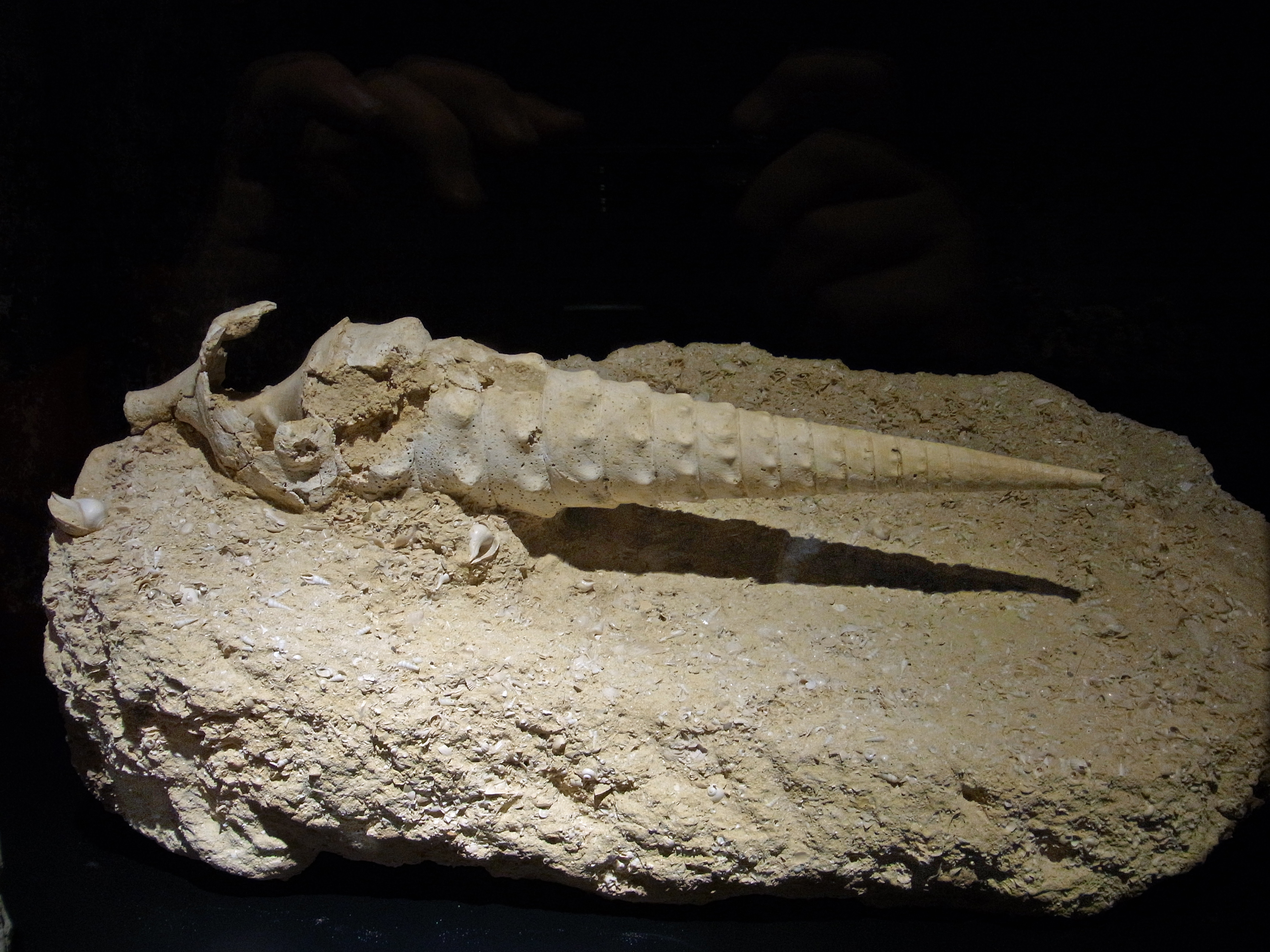